# Lens, Pas-de-Calais
Lens je mesto in občina v severni francoski regiji Nord-Pas-de-Calais, podprefektura departmaja Pas-de-Calais. Leta 1999 je mesto imelo 36.823 prebivalcev.

## Geografija
Kraj leži ob kanalu reke Deûle, 20 km severno od Arrasa. Skupaj s sosednjim Liévinom sestavlja aglomeracijsko skupnost, imenovano Communaupole. 

## Administracija
Lens je sedež treh kantonov:
- Kanton Lens-Severovzhod (del občine Lens, občini Annay-sous-Lens, Loison-sous-Lens: 24.638 prebivalcev),
- Kanton Lens-Severozahod (del občine Lens, občina Loos-en-Gohelle: 18.408 prebivalcev),
- Kanton Lens-Vzhod (del občine Lens, občina Sallaumines: 21.126 prebivalcev).

Mesto je prav tako sedež okrožja, v katerega so poleg njegovih vključeni še kantoni Avion, Bully-les-Mines, Carvin, Courrières, Harnes, Hénin-Beaumont, Leforest, Liévin-Jug/Sever, Montigny-en-Gohelle, Noyelles-sous-Lens, Rouvroy, Sains-en-Gohelle in Wingles s 368.921 prebivalci.

## Zgodovina
Novec iz obdobja Merovingov izpričuje obstoj Lensa kot Lenna Cas(trum). Druga beseda pomeni zgolj to, da je bil kraj utrjen, medtem ko je prva še vedno skrivnostna: neki raziskovalci menijo, da izhaja iz galske besede "onna" v pomenu reke, vira.
Med španskim razmahom v Evropi v 16. stoletju je bil Lens del Španskih Nizozemsk. 20. avgusta 1648 se je v njegovi bližini odvijala zadnja pomembnejša bitka tridesetletne vojne, v kateri je francoska vojska pod poveljstvom Ludvika II. Condéjskega porazila Špance, in s katero je začela upadati njihova moč in prisotnost na tem ozemlju. Ta bitka je dovoljevala kardinalu Mazarinu podpisati Vestfalski mir, ki je končal osemdesetletno vojno. 7. novembra 1659 je bila s Pirenejskim mirom pokrajina Artois skupaj z Lensom vrnjena Franciji.
Sredi 19. stoletja je bil med sondiranjem v globini 151 m najden premog, s čimer je Lens postal središče premogovništva.
Med prvo svetovno vojno je Lens zasedla nemška vojska, mesto pa je pri tem izgubilo kar polovico prebivalstva. Povojna obnova je bila prekinjena med drugo svetovno vojno, ko ga je leta 1940 ponovno zasedla Nemčija. Leta 1944 je bil težko bombardiran.